# Protocolul de la Kyoto
Protocolul de la Kyoto este un acord internațional privind mediul. Protocolul a fost negociat în decembrie 1997 de către 160 de țări.

## Termeni ai acordului
Acordul prevede, pentru țările industrializate o reducere a emisiilor poluante cu 8% în perioada 2008-2012 în comparație cu cele din 1990.
Pentru a intra în vigoare, trebuia să fie ratificat de cel puțin 55 de națiuni (condiție deja îndeplinită), care să producă 55% din emisiile globale de dioxid de carbon. Această ultimă condiție a fost indeplinită în octombrie 2004 prin ratificarea de către Rusia a protocolului.

### Țări participante
După Conferința de la Marrakech (noiembrie 2001), a șaptea conferință a părților semnatare, 40 de țări au ratificat Protocului de la Kyoto.
În octombrie 2004, Rusia, responsabilă pentru 17,4% din emisiile de gaze de seră, a ratificat acordul, lucru care a dus la îndeplinirea cvorumului necesar pentru intrarea în vigoare a protocolului. În noiembrie 2004 țările participante erau în număr de 127 inclusiv Canada, China, India, Japonia, Noua Zeelandă, Rusia, cei 25 de membri ai Uniunii Europene împreună cu România și Bulgaria, precum și Republica Moldova.

### Țări neparticipante
Printre țările care nu au ratificat acest protocol se află și Statele Unite, responsabile pentru mai mult de 40% din totalul emisiilor de gaze de seră (anunț făcut în martie 2001).
1. 1 2 3 4 5 6 7 8 9 10 11 12 13 14 15 16 17 18 19 20 21 22 23 24 25 26 27 28 29 30 31 32 33 34 35 36 37 38 39 40  a Kyoto Protocol to the United Nations Framework Convention on Climate Change (în engleză), Organizația Națiunilor Unite, 11 decembrie 1997, accesat în 25 august 2020